# Turn Up That Dial
Albums de Dropkick Murphys
11 Short Stories of Pain & Glory
(2017) This Machine Still Kills Fascists
(2022)
Turn Up That Dial est le dixième album studio du groupe américain de punk celtique Dropkick Murphys,ublié le 30 avril 2021 sur le label du groupe, Born & Bred Records. Il sort quatre ans après leur dernier album studio, 11 Short Stories of Pain & Glory, publié en 2017.

## Histoire
Pour l'un des principaux chanteurs, Ken Casey, « Sur cet album, le thème principal est l'importance de la musique, et des groupes qui ont fait de nous ce que nous sommes. Nous espérons simplement que [l'album] fera un peu oublier aux gens leurs problèmes. Nous sommes tellement chanceux et reconnaissants de pouvoir partager un peu de bonheur à notre façon. Notre gratitude est indescriptible. [...] S'il y a un message dans cet album, c'est : "Levez le poing et écoutez le fort." Nous avons tous connu beaucoup de peines, alors l'objectif principal était de s'amuser. Plus le présent devenait sombre, plus nous nous battions pour redonner le moral avec notre musique ».
Casey déclare également que l'album précédent, 11 Short Stories of Pain & Glory, « venait d'une période plus sombre et qu'avec le nouvel album, nous voulions rebondir. L'inspiration nous a automatiquement poussé dans la direction opposée. Lorsque la pandémie de COVID-19 a frappé et que la situation était si catastrophique, plus que jamais nous nous sommes dit que personne ne voulait entendre un album sur la gravité de la situation en 2020 en 2021. Pour l'essentiel, il s'agit d'aller de l'avant et de sortir de cette situation et de faire des hymnes ».
Chosen Few aborde la réponse du président Trump à la pandémie, tandis que I Wish You Were Here est une ballade sur la mort du père d'Al Barr. « Je pourrais écrire 37 p***** d'albums sur combien je déteste Trump, mais il a dominé l'actualité pendant quatre ans, il n'allait pas dominer notre album », ajoute Casey. « Et la chanson sur le père d'Al, eh bien, c'est un album de 11 chansons et nous avons pensé : « Voici 10 chansons pour vous faire sourire. ... Ensuite, arrêtons nous et  prenons un moment pour rendre hommage au père d'Al et aux plus de 500 000 personnes perdues ».

## Promotion
L'album est précédé par les singles et les clips de Smash Shit Up, Mick Jones Nicked My Pudding, I Wish You Were Here, Middle Finger et Queen of Suffolk County.
Des clips vidéo sont publiés pour les singles L-EE-BOY le 26 mai 2021, pour « HBDMF » le 6 août 2021, pour Good as Gold le 8 décembre 2021  et We Shall Overcome, un titre bonus sur l'édition étendue de l'album, le 15 mars 2022.
Le 1er mai 2021, le groupe organise une soirée de sortie de disque en direct où ils interprétent l'album dans son intégralité ainsi que d'autres chansons des albums précédents. Le groupe annonce également qu'il ferait une tournée pour soutenir Turn Up That Dial en commençant par une tournée européenne de janvier à février 2022, suivie de dates en Amérique du Nord,.
En février 2022, il est annoncé qu'Al Barr avait été contraint d'abandonner la tournée de la Saint-Patrick 2022 du groupe et leur tournée de promotion de l'été 2022 en Europe afin de prendre soin de sa mère, atteinte de la maladie à corps de Lewy. Il est partiellement remplacé par Ken Casey, avec l'aide de Jesse Ahern, Mikey Rivkees des The Rumjacks et Jen Razavi de The Bombpops sur certaines chansons.

## Édition Deluxe
Le groupe annonce le 10 mars 2022 qu'il sortirait une édition deluxe de Turn Up That Dial le 18 mars 2022. L'édition deluxe est une version numérique uniquement et disponible en mixages stéréo et Dolby Atmos tridimensionnels. Elle contiendra les titres bonus The Bonny, de Gerry Cinnamon, et James Connolly, en hommage à l'activiste irlandais du même nom, qui étaient auparavant sortis en face B, ainsi que leur reprise de la chanson de protestation du mouvement des droits civiques We Shall Overcome, qui est sortie en single et en clip vidéo le 15 mars 2022.

## Titres
| Turn Up That Dial | Turn Up That Dial            | Turn Up That Dial | Turn Up That Dial | Turn Up That Dial | Turn Up That Dial | Turn Up That Dial | Turn Up That Dial | Turn Up That Dial | Turn Up That Dial |
| No                | Titre                        | Durée             |                   |                   |                   |                   |                   |                   |                   |
| ----------------- | ---------------------------- | ----------------- | ----------------- | ----------------- | ----------------- | ----------------- | ----------------- | ----------------- | ----------------- |
| 1.                | Turn Up That Dial            | 3:42              |                   |                   |                   |                   |                   |                   |                   |
| 2.                | L-EE-B-O-Y                   | 3:23              |                   |                   |                   |                   |                   |                   |                   |
| 3.                | Middle Finger                | 2:35              |                   |                   |                   |                   |                   |                   |                   |
| 4.                | Queen of Suffolk County      | 3:51              |                   |                   |                   |                   |                   |                   |                   |
| 5.                | Mick Jones Nicked My Pudding | 2:40              |                   |                   |                   |                   |                   |                   |                   |
| 6.                | H.B.D.M.F.                   | 4:07              |                   |                   |                   |                   |                   |                   |                   |
| 7.                | Good as Gold                 | 3:20              |                   |                   |                   |                   |                   |                   |                   |
| 8.                | Smash Shit Up                | 3:49              |                   |                   |                   |                   |                   |                   |                   |
| 9.                | Chosen Few                   | 3:31              |                   |                   |                   |                   |                   |                   |                   |
| 10.               | City by the Sea              | 3:47              |                   |                   |                   |                   |                   |                   |                   |
| 11.               | I Wish You Were Here         | 4:21              |                   |                   |                   |                   |                   |                   |                   |
| 39:06             |                              |                   |                   |                   |                   |                   |                   |                   |                   |

| 12. | Middle Finger (Live on Saint Patrick's Day 2020) | 2:50 |
| 13. | Smash Shit Up (Live on Saint Patrick's Day 2020) | 3:51 |

| 12. | The Bony (Reprise de la chanson de Gerry Cinnamon.)                                                        | 3:13 |
| 13. | James Connolly (Reprise de la chanson de Black 47.)                                                        | 3:58 |
| 14. | We Shall Overcome (Reprise de la chanson de protestation du Mouvement des droits civiques aux États-Unis.) | 3:36 |

## Musiciens

### Dropkick Murphys
- Al Barr – chant principal
- Tim Brennan – guitare, chant
- Ken Casey – chant principal
- Jeff DaRosa – banjo, mandoline, guitares acoustiques, chant
- Matt Kelly – batterie, percussions, chant
- James Lynch – guitares, chant

### Musiciens supplémentaires
- Lee Forshner – cornemuse
- Kevin Rheault – guitare basse